# Agapetus cyrnensis
Agapetus cyrnensis là một loài Trichoptera trong họ Glossosomatidae. Chúng phân bố ở miền Cổ bắc.